# Kamensk-Oeralski
Kamensk-Oeralski (Russisch: Каменск-Уральский) is een stad in de Russische oblast Sverdlovsk. Met 186.153 inwoners (volkstelling 2002) is het de derde stad van de oblast na Jekaterinenburg en Nizjni Tagil.

## Geografie en bestuurlijke indeling
De stad ligt aan de instroom van de Kamenka in de Iset (stroomgebied van de Ob), in het oostelijke deel van de Centrale Oeral, op ongeveer 100 kilometer ten zuidoosten van Jekaterinenburg. Het stedelijk gebied wordt omringd door het district Kamenski.
Kamensk-Oeralski staat onder directe jurisdictie van de oblast Sverdlovsk, waarbinnen het een gorodskoj okroeg vormt. De stad zelf is door het relatief diep ingesneden dal van de Iset onderverdeeld in twee ongeveer even grote stadsdistricten:
| Naam         | Russisch      | Inwoners | Inwoners |
| Naam         | Russisch      | 1989     | 2002     |
| ------------ | ------------- | -------- | -------- |
| Krasnogorski | Красногорский | 101.418  | 93.826   |
| Sinarski     | Синарский     | 106.362  | 92.327   |

Krasnogorski ligt ten noorden van de Iset en Sinarski ten zuiden van deze rivier. De laatste is vernoemd naar de zuidwaarts stromende en ongeveer 20 kilometer stroomafwaarts in de Iset stromende rivier Sinara. Naast deze twee stadsdistricten telt de stad ook nog twee selsovjets met zes dorpen die gezamenlijk ongeveer 1.500 inwoners tellen:
- Monastyrski - met het dorp Monastyrka (derevnja);
- Novozavodski - met de dorpen Novy Zavod (derevnja), Kodinka (derevnja), Malaja Kodinka (derevnja), Kodinski (posjolok) en Gosdorogi (posjolok).

## Geschiedenis

### Prehistorie
De eerste tekenen van bewoning stammen uit 3000 tot 2000 v.Chr. toen hier Finoegrische stammen woonden.

### Kloosternederzetting
In 1682 werd ijzererts gevonden op de oevers van de Kamenka, die toen nog 'Zjelezenka' werd genoemd. Dat jaar, op 28 juni, verkreeg het Dalmatklooster (Maria-ontslapenisklooster) uit Dalmatovo (nu in oblast Koergan) het land rond de Zjelezenka en de woeste gebieden nabij de Iset (Исетская пустошь) en kreeg zo het beheer over de kolonisatie van het gebied. In dat jaar stichtte Isaak, de overste van het Dalmatklooster, een kleine Russische nederzetting. Tegen het einde van de 17e eeuw wordt in kloosterdocumenten gesproken van een van de eerste ijzersmelterijen van de Oeral en Siberië op deze plek. Er waren volgens deze documenten twee ovens, waar met behulp van tangen ijzer werd gesmolten. De naam van de plaats was eerst "nieuwe nederzetting van het Dalmatovklooster" (Zamika Dolmatovskogo monastyrja), vervolgens Troitski gorodok en ten slotte Kamenskaja sloboda.

### IJzergieterij
Tsaar Peter de Grote vond echter dat de zaken groter moesten worden aangepakt en had een fabriek nodig voor de productie van kanonnen voor de Grote Noordse Oorlog. Hij gaf opdracht tot de bouw van een grote ijzergieterij, de eerste plek in de Oeral waar gietijzer zou worden geproduceerd en de voorouder van alle staatsindustrie in het gebied. De werkzaamheden begonnen op 8 juni 1700. Op 15 oktober 1701 werd het eerste gietijzer gefabriceerd. Die datum wordt traditioneel gezien als de stichtingsdatum van de stad.
De fabriek maakte in die tijd vooral kanonnen en kanonskogels voor de Russische defensie-industrie. Gedurende de daaropvolgende 150 jaar was het de belangrijkste leverancier van gietijzeren werk- en wapentuig voor het Russische Leger en de Russische Marine. Deze oorsprong is duidelijk terug te zien in het wapen van de stad. Rondom de fabriek ontstond een kleine nederzetting, die -zoals in die tijd gebruikelijk- naar de fabriek werd vernoemd; Kamenski zavod. In 1724 werd de eerste school voor de kinderen van de inwoners van de nederzetting gebouwd.
In 1774 produceerde de stad kanonnen voor en was de stad onderdeel van het opstandige gebied van kozak Jemeljan Poegatsjov, die streed tegen tsarina Catharina de Grote, alvorens te worden verslagen door generaal Petr Panin. In 1790 verrees er een Heilige Drie-eenheidskerk (Troitskikerk), die in 1912 de status van kathedraal kreeg, in 1861 werd het Gedaanteveranderingsklooster (Preobrazjenskiklooster) in de stad gebouwd en in 1883 de stenen Moeder Godskerk (Pokrovskikerk).
Van 1825 tot 1829, in de periode dat de gietijzerwerken aan belang begonnen in te boeten in Rusland, werden de fabriek en het centrum van de plaats geherstructureerd onder leiding van hoofdarchitect van de Oeralse metallurgische fabrieken M.P. Malachov. Het centrum van de plaats kreeg een aantal monumentale gebouwen, die tot op heden zijn bewaard gebleven. Tot het einde van de 19e eeuw ontwikkelde de plaats zich tot een handelsplaats voor landbouwproducten.

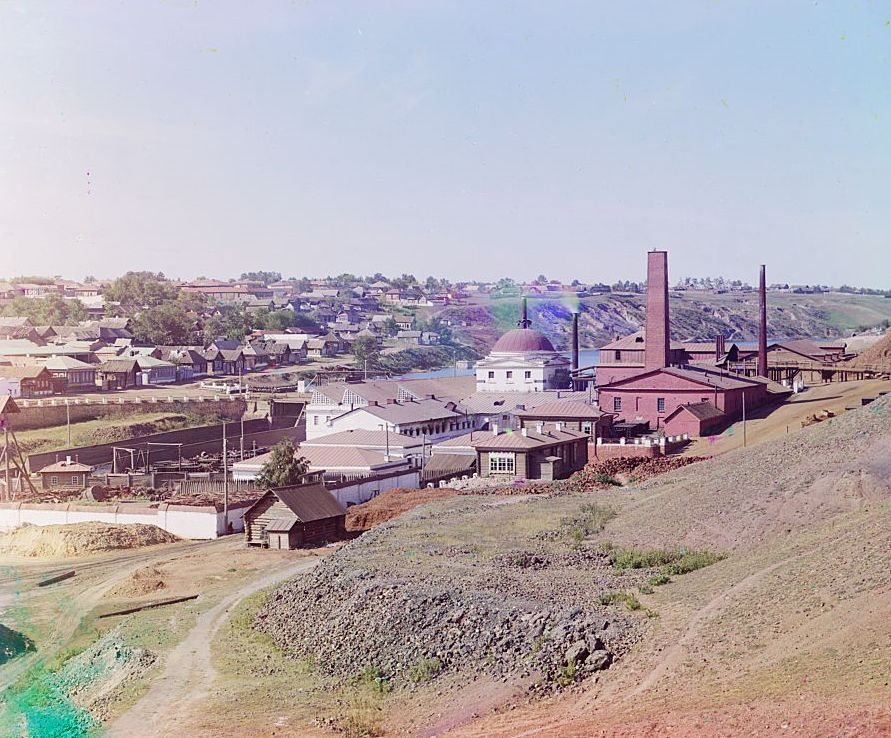
De ijzerwerken van Kamenski in 1910 (Foto: Sergej Prokoedin-Gorski)

Op 30 november 1863 werd de lijfeigenschap afgeschaft in de plaats, ruim twee jaar nadat de algemene emancipatie van de Russische lijfeigenen in heel Rusland was afgekondigd. In 1899 werd de eerste bibliotheek in de stad geopend en in 1911 het eerste filmhuis.
Op 6 december 1885 kreeg de stad een aansluiting op het spoor, waardoor de stad werd verbonden met Bogdanovitsj. Deze spoorsectie tussen Jekaterinenburg en Tjoemen vormde vanaf 1913 onderdeel van de Trans-Siberische spoorlijn. Het station bij de plaats heette eers Ostrovskaja en werd later hernoemd naar Sinarskaja. Tot 1913 werd de spoorsectie doorgetrokken naar het oosten, door Dalmatovo naar Sjadrinsk. Deze sectie werd later tot onderdeel gemaakt van het in 1933 geopende spoortracé Jekaterinburg (Sverdlowsk) – Koergan. In 1940 volgde een verbinding in de richting van Tsjeljabinsk.
Tegen het einde van de 19e eeuw verrezen een aardewerkfabriek en een leerlooifabriek geopend, alsook werkplaatsen waar lijnzaadolie en zeep werden gefabriceerd.

### Beginjaren van de sovjetperiode

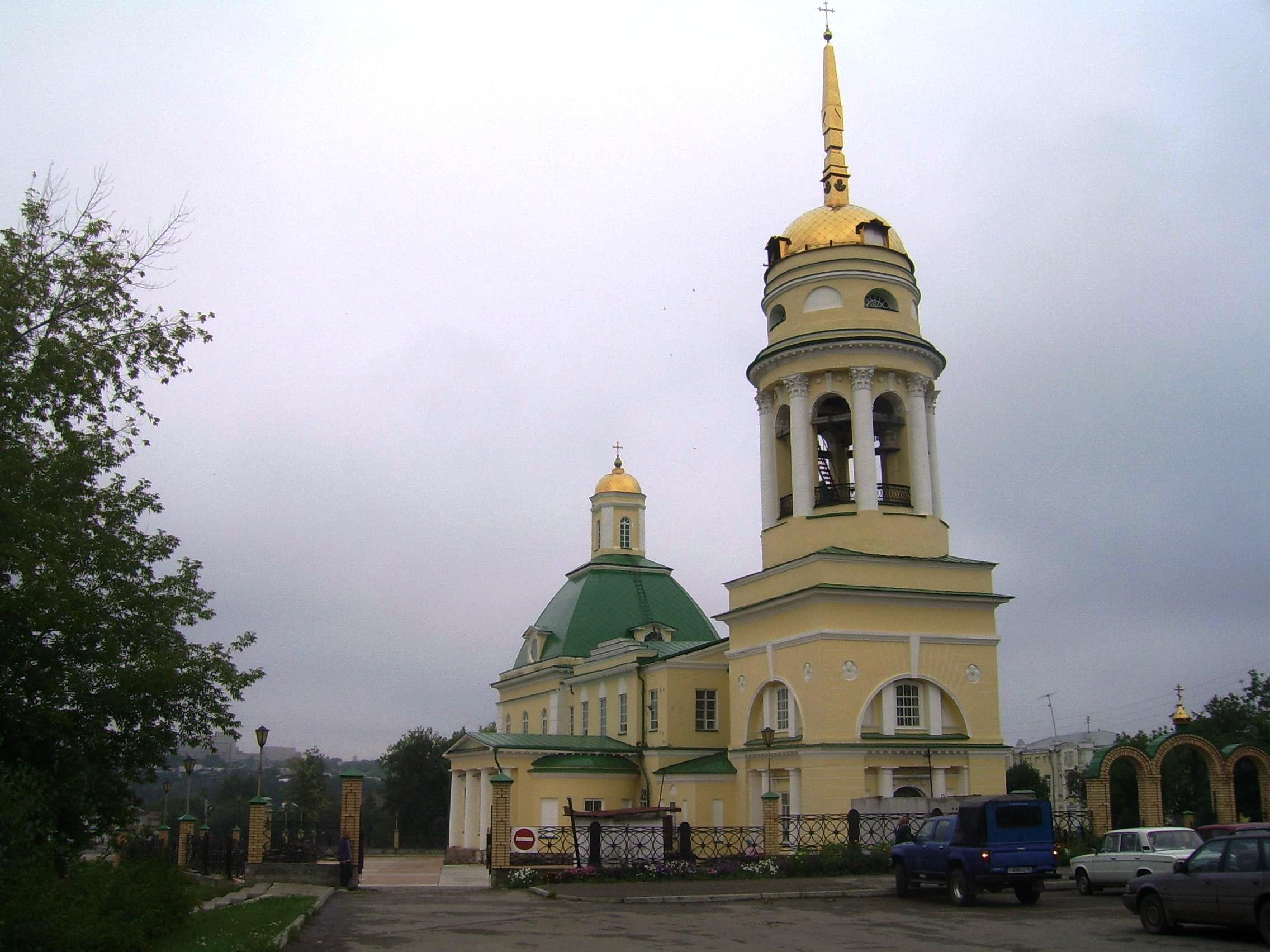
De herstelde Troitskikerk

Op 27 oktober 1917 kwam de stad onder bolsjewistisch bestuur te staan en begon de sovjetperiode. Tijdens de Russische Burgeroorlog werd een Rode Legerregiment in de stad geformeerd, dat de basis vormde voor het 1e communistische boerenregiment van de Rode Arenden. In 1922 kreeg Kamenski zavod de status van bestuurlijk centrum van de gelijknamige oejezd en in 1924 van het gelijknamige district. Op 5 mei 1924 werd een streekmuseum geopend in de plaats door onderwijzer I.J. Stjazjkin. In april 1926 werd de ijzersmelterij van Kamenski opgeheven.
De kerken kregen het zwaar te verduren onder de communisten. Zo werd het Gedaanteveranderingsklooster omgevormd tot een broodfabriek en ontdaan van haar koepel en belfort. Na de val van de Sovjet-Unie werden veel kerken weer in ere hersteld en werd begonnen met de reparatie ervan.

### Industrialisatie
In de jaren 30 van de 20e eeuw werden een aantal nieuwe wegverbindingen aangelegd rond de plaats en werd de plaats omgevormd tot het huidige industriële centrum. In 1933 werd Kamenski namelijk uitgekozen als de plek voor de bouw van de Aluminiumfabriek van de Oeral en op 1 april 1934 werd begonnen met de bouw van de werkplaats voor het vormen van de pijpen voor de nieuwe pijpenfabriek van Sinarski en op 20 maart 1936 werden de eerste pijpen gefabriceerd. Op 5 september 1939 werd het eerste aluminium van de Oeral gefabriceerd in de nieuwe aluminiumfabriek. Ook werd in die tijd de Krasnogorskse Waterkrachtcentrale gebouwd.
De bevolking steeg snel tijdens deze industrialisatiegolf en op 20 april 1935 kreeg de plaats de status van stad en werd hernoemd tot Kamensk. Op 6 juni 1940 werd de stad onder directe jurisdictie van de oblast Sverdlovsk geplaatst en hernoemd tot het huidige Kamensk-Oeralski om het te onderscheiden van andere steden met dezelfde naam, zoals bijvoorbeeld Kamensk-Sjachtinski (oblast Rostov). In 1940 werd begonnen met de bouw van een non-ferrometaalfabriek en een machinefabriek.

### Tweede Wereldoorlog en daarna
In de Tweede Wereldoorlog werden veel fabrieken uit steden als Moskou, Leningrad, Dnjepropetrovsk, Toela, Volchov, Tichvin, Zaporozje, Taganrog en Makejevka overgeplaatst naar Kamensk-Oeralski. Op basis van deze fabrieken werden bestaande fabrieken uitgebreid en nieuwe gebouwd. Zo werd op 15 februari 1942 de geëvacueerde Koeltsjoeginsk-fabriek uit de oblast Vladimir in Kamensk-Oeralski opnieuw in werking gesteld en begon met het produceren van non-ferrometalen voor de oorlogsindustrie. Ook werd in mei 1944 het eerste deel van een nieuwe metallurgische fabriek in werking gesteld. Tijdens de oorlog was Kamensk-Oeralski tevens de enige stad met een aluminiumfabriek in Rusland. Dit aluminium werd toen vooral voor de luchtmachtindustrie gebruikt.
Door de geëvacueerde industrie werden met name de voedingsmiddelen- en lichte industrie, de bouwindustrie en de metaalbewerkingsindustrie, alsook de transportverbindingen uitgebreid. Over het geheel lag het industriële productieniveau tijdens de oorlog 8,7 keer hoger dan ervoor. Na de oorlog bleven deze fabrieken in de stad en nieuwe fabrieken volgden, zoals een radiofabriek in 1949, een uitbreiding van de Aluminiumfabriek van de Oeral in 1959 en een buizenfabriek op 4 augustus 1963.
Op 9 maart 1959 werd het district Kamenski opgeheven en toegekend aan Kamensk-Oeralski, dat daarop werd onderverdeeld in de huidige twee stadsdistricten Krasnogorski en Sinarski. Op 17 december 1995 werd na een referendum onder de bevolking de huidige stadsgemeente Kamensk-Oeralski geformeerd.
Na de kernrampen in het Majakcomplex in de jaren 50 en 60 werden veel bewoners blootgesteld aan radioactieve stoffen. In 1996 bleek dat daardoor onder andere nog steeds veel kinderen kampen met ademhalingsproblemen.
In 1966 werd de stad aangesloten op het gasnetwerk en in 1972 werd een geëlektrificeerde spoorlijn geopend tussen Kamensk-Oeralski en Koergan en tussen Kamensk-Oeralski en Sverdlovsk (het huidige Jekaterinenburg).

## Economie en vervoer

### Bedrijvigheid
Kamensk-Oeralski is een industriestad gericht op de metaalbewerking en produceert onder andere aluminiumproducten en stalen pijpen. De stad is verder een transportknooppunt voor treinen.
De belangrijkste economisch activiteit was sinds eind 17e eeuw de Kamenskifabriek, die destijds bekendstond om zijn kanonnen en kanonskogels. Tussen 1828 en 1829 werd de ijzersmelterij vernieuwd. In 1934 werden de Pijpwerken van Sinarski opgericht en in 1939 de Aluminiumfabriek van de Oeral.
De metallurgische sector is de grootste van de stad, waarvan non-ferrometallurgie in 2007 47,4% van de industriële productie van de stad en 17,4% van de oblast vormde. Andere sectoren waren toen:
- Ferro-metallurgie: 32,5% (6,3% van de oblast);
- machinebouw en metaalbewerking: 4,1% (1,4%);
- productie van bouwmaterialen: 0,7% (0,8%);
- lichte industrie: 0,3% (7,5%);
- voedingsmiddelenindustrie: 4,8% (4,6%);
- energievoorziening en andere elektro-energetica: 10% (1,9%).

De stad telt vier plaatsvormende ondernemingen, die gezamenlijk 75,4% van de industriële productie omvatten:
- de Sinarski troebny zavod ("Buizenfabriek van Sinarski" - SinTZ), onderdeel van TMK;
- de Oeralski aluminiejevy zavod ("Aluminiumfabriek van de Oeral" - UAZ), onderdeel van de RUSAL (eerder van de SUAL Groep);
- KUMZ ("Metallurgische fabriek van Kamensk-Oeralski");
- de fabriek Oktjabr (radiofabriek).

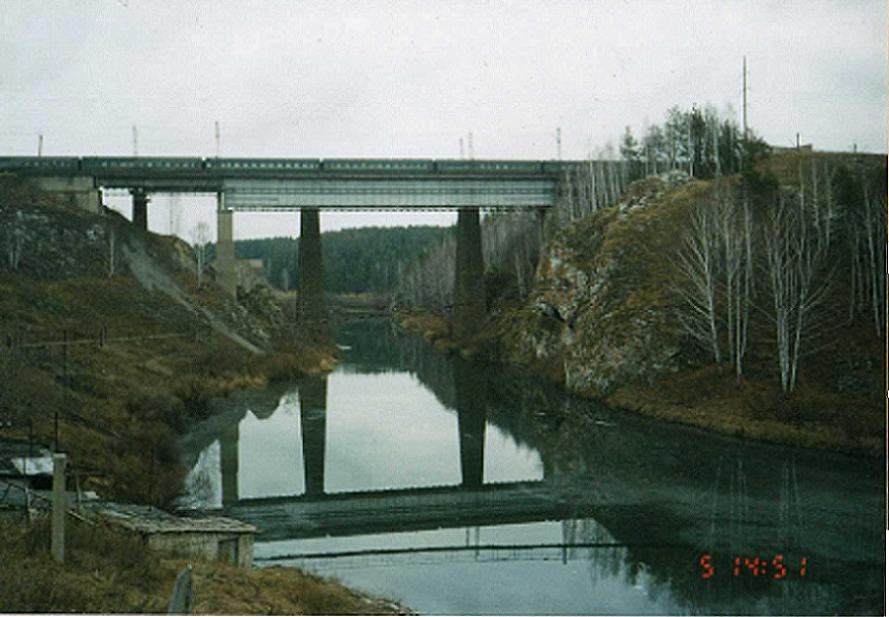
Spoorbrug over de Kamenka bij de stad waarover de lijnen tussen Europees-Rusland en Siberië en Centraal-Azië lopen

De Sinarski troebny zavod is verreweg de grootste van deze vier. Een ander belangrijk bedrijf is KUZOTSM; de "Fabriek van Kamensk-Oeralsk voor non-ferrometaalbewerking (Каменск-Уральский завод по обработке цветных металлов), onderdeel van de holding Renova, dat walsproducten en draad produceert.
Bij de stad ligt de Krasnogorskse waterkrachtcentrale (Krasnogorskaja TETS), die een vermogen heeft van 121 megawatt. De centrale vormt onderdeel van het regionale energiebedrijf TGK-9.
Andere belangrijke sectoren zijn de elektrotechnische (de radiofabriek uit 1949), textiel- en levensmiddelenindustrie (schoenen- en naaifabrieken, koeltechniekkombinat, vleeskombinat, broodkombinat, brouwerij) en de bouwsector (gewapend-staalfabriek, keramzitfabriek en silicatenfabriek).
De industrie van Kamensk-Oeralski werd zwaar getroffen door de economische crisis. Veel mensen verloren hun baan. Tussen oktober 2008 en november 2009 liep de werkloosheid op van 1,5% naar 6,5%.

### Vervoer
In Kamensk-Oeralski kruisen de aftakkingen van de Trans-Siberische spoorlijn Jekaterinenburg–Koergan en Bogdanovitsj–Tsjeljabinsk elkaar. Door de stad loopt de weg R354 van Jekaterinenburg naar Koergan.
Het vervoer in de stad wordt uitgevoerd met bussen en trolleybussen.

## Demografie
Sinds het uiteenvallen van de Sovjet-Unie heeft de stad meer dan 10% van haar bevolking verloren.
| 1926  | 1939   | 1959    | 1970    | 1979    | 1989    | 2002    |
| ----- | ------ | ------- | ------- | ------- | ------- | ------- |
| 5.000 | 50.900 | 141.000 | 169.000 | 187.400 | 207.780 | 186.153 |

## Onderwijs, cultuur en bezienswaardigheden
In de stad bevinden zich afdelingen van de Staats-Technische Universiteit van de Oeral (UGTU-UPI), Staatsuniversiteit van de Oeral voor Pedagogiek (UGPU) en het Instituut voor Economie, Bestuur en Recht van de Oeral. Verder bevinden zich er naast gewone scholen en 4 muziekscholen ook een radio-technische, economische en aluminumschool, een technische avondschool en medische en pedagogische scholen, een taalcollege en 8 instellingen voor basisberoepsonderwijs (NPO) en colleges.
Monumenten in de stad zijn het classicistische directiegebouw van de ijzersmelterij uit 1828-1829 (federaal monument van de hand van architect Malachov) en nog een dertigtal monumentale gebouwen. De meeste monumentale gebouwen zijn geconcentreerd langs de oude Moskouse weg, die hier nu oelitsa Lenina (Leninstraat) heet. De dam in de Kamenka uit 1700 (gebouwd onder leiding van Jermolaj Nechljoedov), die regelmatig werd gerenoveerd en midden 20e eeuw werd verhoogd, is een ander monument (het oudste deel dateert uit het einde van de 19e eeuw). Er bevinden zich twee kerken in de stad (Troitskikerk (sobor) uit 1790 en Pokrovkerk (chram) uit 1883) en een kapel (Alexander-Nevskikapel, gebouwd ter gelegenheid van het 300-jarig bestaan van de stad in 2001).
In de stad bevinden zich vier musea:
- een streekmuseum (geopend in 1924, in het directiegebouw van de oude ijzersmelterij), bevat collecties oude documenten, munten uit de Munt van Jekaterinenburg, eind-19e-eeuwse muziekdozen en een complete collectie van alle gesteentes van de Oeral en lokale Sinarskische agaten;
- het historische productiemuseum van de aluminiumfabriek;
- een geologisch museum (vernoemd naar Fersman), verdeeld over twee zalen; zaal 1 met collecties over geologie, petrografie, mineralogie en mineralen; zaal 2 met collecties over historische geologie, paleonthologie en geologie van het district Kamenski;
- het Rjorich-museum van Kamensk-Oeralski (van de Rjorichgemeenschap).

Ook heeft de stad een dramatheater (ontstaan als rondreizend theater in 1924, sinds 1943 in Kamensk-Oeralski, gebouw (1951) in neoklassieke Stalinistische stijl), een aantal Huizen van Cultuur, een drietal bioscopen, 5 stadions en 2 sportcentra.
Door de stad loopt het geologische pad van Karpinsk (langs de linkeroever van de Kamenka van de Karl Marxstraat tot de brug aan de Leninstraat) en op de oevers van de Isetrivier en het interfluvium met de Kamenkarivier bevinden zich een aantal natuurmonumenten. In de stad staat ook de kerkklokkenfabriek van Nikolaj Pjatkov.

## Politiek
De stad heeft een Doema die bestaat uit 25 afgevaardigden uit de regio en wordt verkozen door de bevolking voor een periode van 4 jaar. De burgemeester wordt eveneens voor 4 jaar verkozen door de bevolking. De huidige burgemeester is sinds 2 maart 2008 Michail Astachov. Daarvoor vervulde vanaf 1996 gedurende 10 jaar Viktor Jakimov deze post, die daarop afgevaardigde voor de Doema van zijn stad werd.

## Geboren
- Viktor Rasjtsjoepkin (1950), discuswerper
- Pavel Kotsjetkov (1986), wielrenner
- Igor Smolnikov (1988), voetballer
- Darja Oestinova (1998), zwemster